# Adolf Häser
Adolf Reinhold Häser (* 3. Oktober 1903 in Kassel; † 28. Mai 1983 in Bayreuth) war ein deutscher Gestapobeamter und SS-Führer.

## Leben
Häser schlug nach dem Abschluss seiner Schulzeit die Laufbahn eines Polizeibeamten ein. Ab November 1924 war er bei der Thüringischen Landespolizei tätig und wurde dort im November 1936 als Polizeihauptwachtmeister auf Lebenszeit in den Polizeidienst übernommen. Am 12. Juni 1937 beantragte er die Aufnahme in die NSDAP und wurde rückwirkend zum 1. Mai desselben Jahres aufgenommen (Mitgliedsnummer 5.295.702). Ab Anfang August 1937 war er als Kriminaloberassistent bei der Kriminalpolizei Weimar tätig und wurde dort Anfang Februar 1940 zum Kriminalsekretär befördert. Anfang 1944 wechselte er zur Staatspolizeistelle Weimar und wurde in diesem Zuge zum Kriminalkommissar und SS-Hauptsturmführer ernannt. Von Mai 1944 bis zum April 1945 leitete er die Außenstellen Nordhausen und Niedersachswerfen der Staatspolizeistelle Weimar.
In dieser Funktion war Häser bevollmächtigt direkt Strafen gegen Häftlinge des KZ Mittelbau-Dora und Personal der Mittelwerk GmbH bzw. zuarbeitenden Baufirmen zu verhängen mit Ausnahme von langen Haftstrafen bzw. Todesstrafen, die seitens der Stapostelle Weimar oder dem Reichssicherheitshauptamt bestätigt werden mussten.
Nach dem Ende des Zweiten Weltkrieges wurde Häser am 16. März 1947 in Gardelegen verhaftet und kam in sowjetische Internierung. Er wurde vor dem Landgericht Magdeburg angeklagt und am 26. August 1948 zu zwanzig Jahren Zuchthaus verurteilt. Nach seiner vorzeitigen Haftentlassung am 16. März 1956 zog er in die Bundesrepublik und war anschließend als kaufmännischer Angestellter in Bayreuth beschäftigt.
Häser wurde in den 1960er Jahren mehrfach durch die bundesdeutsche Justiz vernommen.